# Onze-Lieve-Vrouwekerkhof-Zuid
Onze-Lieve-Vrouwekerkhof-Zuid is een straat in Brugge.

## Beschrijving
Rond de collegiale kerk van Onze-Lieve-Vrouw werd, zoals rond alle kerken, eeuwenlang begraven. Toen een keizerlijk decreet hier in 1784 een einde aan maakte en er een algemeen kerkhof buiten de stad in gebruik werd genomen, werd het kerkhof rond de Onze-Lieve-Vrouwekerk opgeruimd. De vrijgekomen ruimte werd ingelijfd in het openbaar domein.
Tot in 1850 bleef de ganse omgeving ten zuiden en ten noorden van de kerk de naam Onze-Lieve-Vrouwekerkhof behouden. Op een bepaald ogenblik na die datum begon men een onderscheid te maken tussen de zuidelijke en de noordelijke straat. Onze-Lieve-Vrouwekerkhof-Zuid heeft haar naam behouden, terwijl Onze-Lieve-Vrouwekerkhof-Noord in 1963 werd omgedoopt in Guido Gezelleplein.

## Literatuur

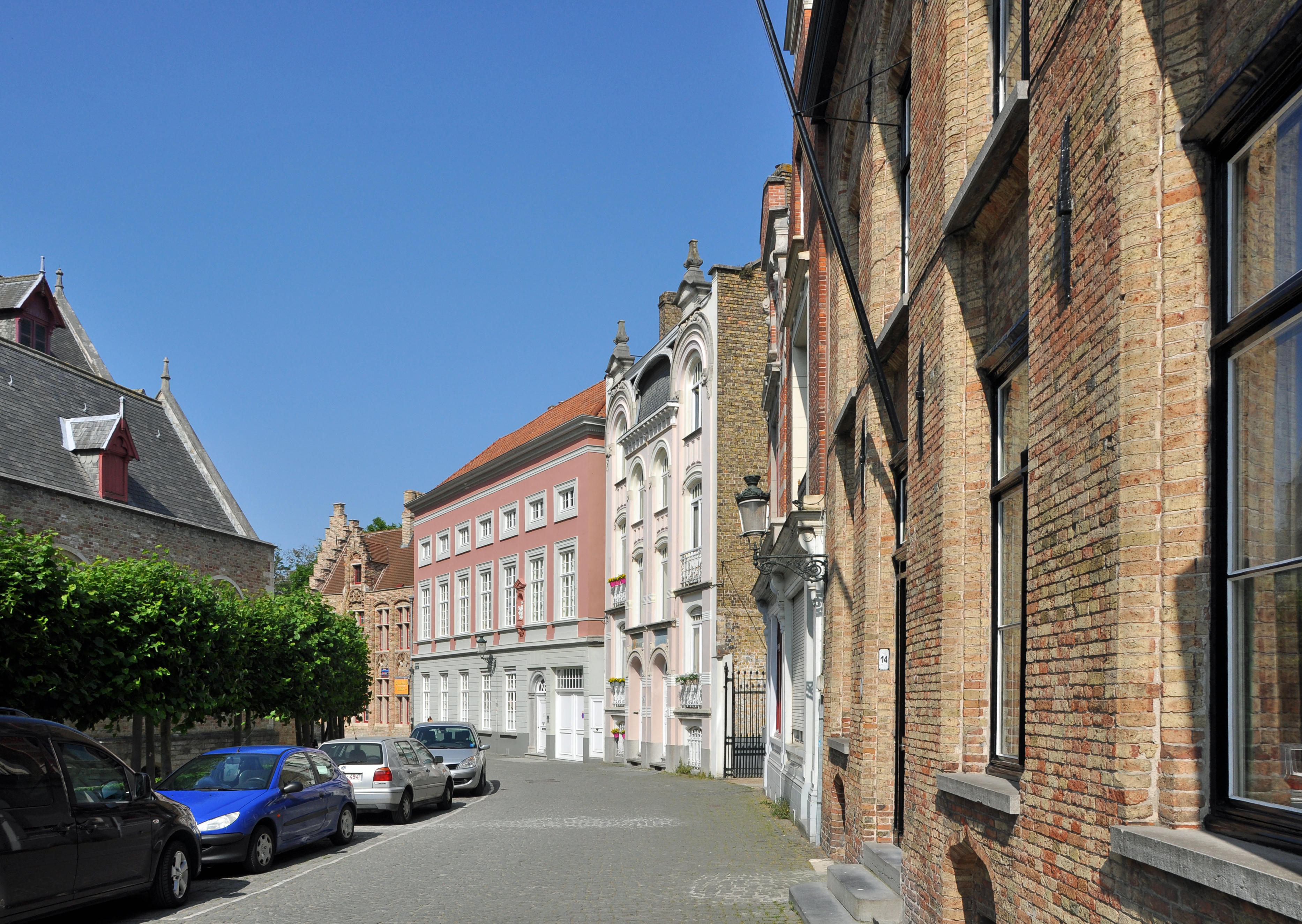
Onze-Lieve-Vrouwekerkhof-Zuid in oostelijke richting gezien
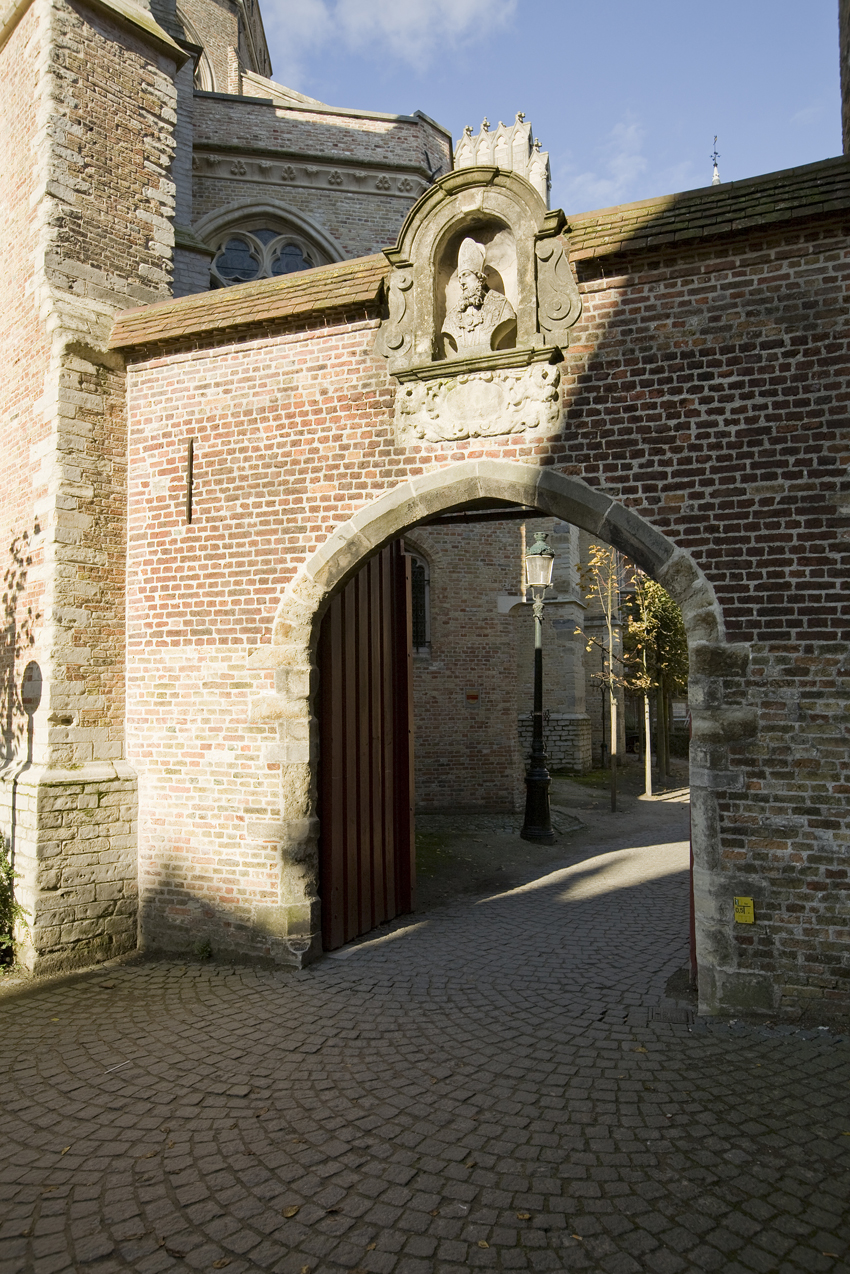
Toegangspoort Gruuthusedomein en de Arentshof aan het eind van Onze-Lieve-Vrouwekerkhof-Zuid

## Bekende bewoners
- René Deschepper